# Vrchotovy Janovice
Vrchotovy Janovice är en köping i Tjeckien.   Den ligger i regionen Mellersta Böhmen, i den centrala delen av landet, 50 km söder om huvudstaden Prag. Vrchotovy Janovice ligger 427 meter över havet och antalet invånare är 884.
Terrängen runt Vrchotovy Janovice är platt åt nordväst, men åt sydost är den kuperad. Runt Vrchotovy Janovice är det ganska tätbefolkat, med 111 invånare per kvadratkilometer. Närmaste större samhälle är Benešov, 15,0 km nordost om Vrchotovy Janovice. Trakten runt Vrchotovy Janovice består till största delen av jordbruksmark.